# Torticola contre Frankensberg
Pour plus de détails, voir Fiche technique et Distribution.
Torticola contre Frankensberg est un film français réalisé par Paul Paviot et sorti en 1952.

## Synopsis
Parodie des films réalisés autour du mythe de Frankenstein et de sa créature. Le film est divisé, dans la tradition du « serial » (feuilleton) du début du XXe siècle, en trois épisodes : Le Laboratoire de l'épouvante, La Proie du maudit  et Le monstre avait un cœur.

## Fiche technique
- Titre : Torticola contre Frankensberg
- Réalisation : Paul Paviot
- Assistants réalisateur : 1) Daniel Wronecki, 2) Ralph Roncoroni
- Scénario : Louis Sapin, Albert Vidalie
- Dialogues : Louis Sapin
- Décors : James Allan ; Alexandre Trauner (maquettes)
- Découpage : Paul Paviot
- Photographie : André Thomas
- Cameraman : Francis Nivoix
- Assistant-opérateur : Raymond Letouzey
- Musique : Joseph Kosma
- Maquettes : Alexandre Trauner
- Animation : Paul Paviot
- Montage : Charles Bretoneiche
- Son : Jean Bertrand
- Sociétés de production : Les Films Marceau, Pavox Films
- Distribution : Gaumont
- Format : Noir et blanc - 1,37:1 - 35 mm - Son mono
- Genre : Comédie - Film parodique
- Durée : 36 minutes
- Date de sortie : 1952

## Distribution
- Véra Norman : Lorelei
- François Patrice : Eric von Mausenbert, l'homme-chat
- Roger Blin : Le docteur Frankensberg
- Michel Piccoli : Torticola
- Héléna Manson : La gouvernante
- Marc Boussac
- Daniel Gélin : L'homme qui dort dans un cercueil
- Pierre Brasseur : L'ami de l'homme invisible